# Memorijalni turnir Gojko Šušak
Memorijalni turnir Gojko Šušak (poznat i kao Memorijal Gojko Šušak, Šuškov memorijal) je tradicionalni nogometni turnir za klubove u seniorskoj konkurenciji koji se održava od 2000. godine u Širokom Brijegu
Organizator turnira je NK Široki Brijeg, a organizira se u znak sjećanja na Gojka Šuška (16. ožujka 1945. – 3. svibnja 1998.), hrvatskog političara rođenog u Širokom Brijegu, najpoznatijeg kao dugogodišnjeg ministra obrane Republike Hrvatske i bliskog suradnika Franje Tuđmana.
Utakmice se igraju na stadionu Pecara te na igralištu u Mostarskom blatu. Na turniru uz domaćina – Široki Brijeg, uglavnom nastupaju klubovi iz Hrvatske i hrvatske momčadi iz Bosne i Hercegovine.
Od 2000. do 2016. nastupale su seniorske momčadi, a od 2019. nadalje juniorske. Prvo izdanje osvojila je Croatia Zagreb 10. veljače 2000., dan prije nego što je klubu vraćeno ime Dinamo Zagreb. Prekinuto finale 2004. između Dinama i Hajduka bila je posljednja prijateljska utakmica između tih klubova.

## Dosadašnji pobjednici i sudionici
| godina    | pobjednik                | drugoplasirani              | trećeplasirani           | četvrtoplasirani            | napomene, ostali sudionici                                                                                               |
| --------- | ------------------------ | --------------------------- | ------------------------ | --------------------------- | --- |
| 2000.     | Croatia Zagreb           | Osijek                      | Brotnjo Čitluk           | Široki Brijeg               | igrano u veljači |
| 2001.     | Široki Brijeg            | Maribor Pivovarna Laško     | Cibalia Vinkovci         | Hajduk Split                | igrano u veljači |
| 2002.     | Dinamo Zagreb            | Hajduk Split                | Široki Brijeg            | Vardar Skoplje              | igrano u veljači |
| 2003.     | Dinamo Zagreb            | Dinamo Tbilisi              | Cibalia Vinkovci         | Široki Brijeg               | igrano u veljači |
| 2004.     |                          | Dinamo Zagreb Hajduk Split  | Široki Brijeg            | Zrinjski Mostar             | igrano u veljači završni susret prekinut zbog navijačkih nereda                                                          |
| 2005. (1) | Slaven Belupo Koprivnica | Maribor Pivovarna Laško     | Široki Brijeg            | Hrvatski dragovoljac Zagreb | igrano u veljači |
| 2005. (2) | Široki Brijeg            | Hajduk Split                | Imotski Termin           |                             | igrano u srpnju igrano kao trokut-turnir                                                                                 |
| 2007.     | Zrinjski Mostar          | Široki Brijeg               | HIT Gorica (Nova Gorica) | Imotski                     | igrano u veljači |
| 2008.     | Široki Brijeg            | Rijeka                      | Cibalia Vinkovci         | Posušje                     | igrano u veljači |
| 2009.     | Široki Brijeg            | Hrvatski dragovoljac Zagreb | Šibenik                  | Vukovar '91                 | igrano u veljači |
| 2010.     | Cibalia Vinkovci         | Široki Brijeg               | Vukovar '91              | Imotski                     | igrano u veljači |
| 2011.     | Split                    | Široki Brijeg               | Cibalia Vinkovci         |                             | Igrano u rujnu igrano kao trokut turnir                                                                                  |
| 2012. (1) |                          |                             |                          |                             | Cibalia Vinkovci Hrvatski dragovoljac Zagreb Rijeka Široki Brijeg veljača 2012. turnir otkazan zbog vremenskih neprilika |
| 2012. (2) | Split                    | Široki Brijeg               | Zadar                    | GOŠK Gabela                 | igrano u srpnju |
| 2013.     | Široki Brijeg            | Hrvatski dragovoljac Zagreb | GOŠK Gabela              | Branitelj (Mostar – Rodoč)  | igrano u srpnju |
| 2014.     | Split                    | Široki Brijeg               | Imotski                  | Neretvanac Opuzen           | igrano u lipnju |
| 2015.     | Cibalia Vinkovci         | Široki Brijeg               | GOŠK Gabela              | Neretvanac Opuzen           | igrano u srpnju |
| 2016.     | Croatia Zmijavci         | Cibalia Vinkovci            | Široki Brijeg            | Neretvanac Opuzen           | igrano u studenome |
| 2019.     | Široki Brijeg            | Imotski                     | Posušje                  | –                           | igrano u prosincu igrano kao trokut-turnir                                                                               |
| 2020.     | Široki Brijeg            | Romari Vitez                | Kiseljak                 | –                           | igrano u prosincu igrano kao trokut-turnir                                                                               |
| 2021.     | Dugopolje                | Široki Brijeg               | Posušje                  | –                           | igrano u lipnju igrano kao trokut-turnir                                                                                 |
| 2022.     | Široki Brijeg            | Vukovar 1991                | Kiseljak                 | –                           | igrano u studenome igrano kao trokut-turnir                                                                              |
| 2023.     | Zrinjski Mostar          | Široki Brijeg               | Posušje                  | –                           | igrano u prosincu igrano kao trokut-turnir                                                                               |
| 2024.     | Široki Brijeg            | Tomislav Tomislavgrad       | Vitez                    | –                           | igrano u prosincu igrano kao trokut-turnir                                                                               |

## Poveznice
- NK Široki Brijeg
- Memorijalni turnir Andrija Anković
- Hrvatski nogomet u Bosni i Hercegovini